# Lotz Károly (festő)

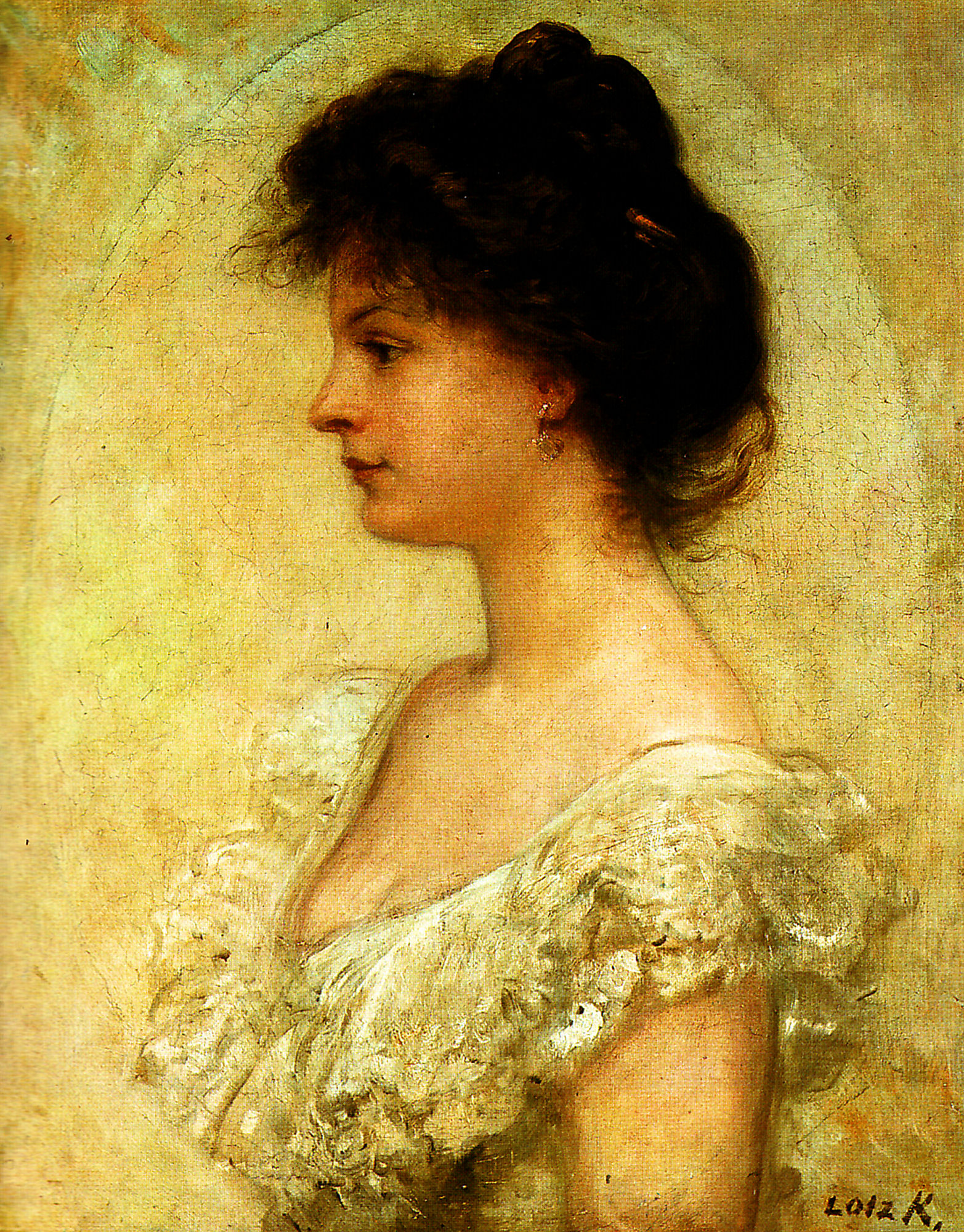
Lotz Kornélia portréja (1890 k.)

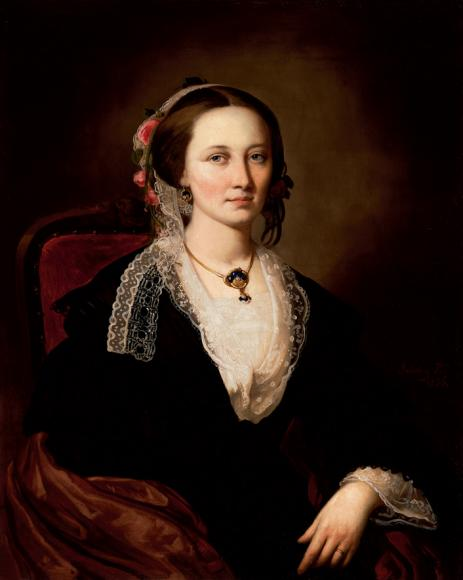
Felesége, Ónody Anna

Lotz Károly (Homburg vor der Höhe, Hessen tartomány, 1833. december 16. – Budapest, 1904. október 13.) német származású magyar festőművész, a 19. századi akadémikus magyar fal- és portréfestészet jelentős képviselője.

## Élete
Wilhelm Christian Lotz és Antonia Höfflick (Höfflich) nyolcadik gyermekeként született a Homburg vor der Höhe nevű településen, Hessen tartományban. Apja Gusztáv hessen-homburgi herceg kamarásaként (udvarnok, Hofintendant) szolgált. Jelen volt a bécsi kongresszuson is, és amikor Homburg képviselője, Sinclair báró hirtelen elhunyt, rövid ideig ő látta el az ügyvivői feladatokat. Gusztáv herceget, aki osztrák katonai szolgálatban állt, 1817-ben Erdélybe vezényelték a csapataival. Wilhelm Christian Lotz ekkor ismerte meg Budán Höfflich Antóniát (*1802. március 7.), egy budai német patikus lányát, akit 1820-ban feleségül vett. Homburgba költöztek, és házasságukból nyolc gyermek született – közülük Károly volt a legfiatalabb. Az anya katolikus volt, de az apa református, így Károlyt is annak keresztelték.
Wilhelm Lotz 1841. október 1-jén elhunyt. Özvegye a gyerekekkel 1842 nyarán visszatért Magyarországra, és Vácott éltek. Ettől, vagyis nyolcéves korától kezdve az anyja katolikusnak nevelte Károlyt, az iskolai iratokban is így szerepel. A gimnáziumi tanulmányait 1844 őszén kezdte el a váci piarista gimnázium I. grammatikai (nyelvészeti) osztályában, ahol már magyar nyelven folyt a tanítás, majd a következő tanévben (1845/1846) a pesti piarista gimnáziumban folytatta. Itt első eminens volt, a rangsorban harmadikként Kelety Gusztáv következett utána. 1846 őszén a család Pestre, a Képíró utcába költözött, ahol Lotzné magán leánynevelő intézetet vezetett, így Lotz Károly 1846/1847-ben a pesti piarista gimnázium 3. grammatikai osztályában folytatta a tanulást. Itt Hanák János piarista volt a tanára, az egyik osztálytársa pedig Marastoni Jakab festő fia, József, aki később szintén grafikus és litográfus lett. Károly az év végi vizsgán a legkitűnőbben szavalók között szerepelt. Az egyik első fönnmaradt rajza, amely a vegyesházi királyok családfáját ábrázolja, szintén a pesti gimnáziumban készült, 1847-ben.
Ezután nem a piaristáknál, hanem Marastoni Jakab festőiskolájában tanult tovább, emellett zenésznek készült, és szobrászati tanulmányokat is folytatott. A szabadságharc eseményeit helyszín és esemény tekintetében pontos akvarelleken rögzítette. 1852-ben Bécsben folytatta festészeti tanulmányait.
1857-ben segédkezett a bécsi görögkeleti templom falképeinél. Az 1860-as évek elejétől Magyarországon festett, az évtized közepétől ismertté vált. 1868-ban jelent meg az Arany Album, amelyben Arany János verseinek illusztrációiként Lotz Károly és Than Mór fényképezett rajzai szerepelnek.
1881-ben Hunyadi János halála című festményével Ipolyi Arnold püspök díját nyeri el. 1885-től a Mintarajz-tanoda, majd a nők számára létesült Festészeti Tanoda tanára volt. 1896-ban a Magyar Királyi Szent István-rend kiskeresztjével tüntették ki Munkácsy Mihállyal és Benczúr Gyulával együtt.
Több utat tett Németországban, s egy ideig Salzburgban tartózkodott. Halálakor Berzeviczy Albert kultuszminiszter a nemzet halottjának nyilvánította, s 1904. október 15-én a Műcsarnokban ravatalozták fel.

## Műveiről
- A Magyar Nemzeti Múzeum, a Pesti Vigadó, a Magyar Tudományos Akadémia, a Magyar Állami Operaház, a Szent István-bazilika és az Országház falfestményeit alkotta meg. Monumentális történelmi és mitológiai tárgyú képek fűződnek a nevéhez. „Se szeri, se száma fal-, olaj-, vízfestményeinek, tanulmányrajzainak” – olvassuk Ybl Ervin monográfiájában.
- Legjelentékenyebb 1884-ből származik: ez az Operaház Olympus-freskója. Allegorikus alakokat fest a pécsi székesegyház számára, majd hasonló stílusban az MTA szekkó-faliképeit alkotja meg. 1894–95-ben a Kúria és az Országház mennyezetképeinek megalkotásával, Hauszmann Alajos javaslatára, őt bízzák meg. Magyarország apoteózisa c. faliképének centrumában az allegorikus Hungária palástos alakja áll. Ennek párja a Törvényhozás apoteózisa.
- Faliképei mellett a maga korában kevésbé értékelték aktfestészetét, amely talán időtállóbb, mint a „főművei”. Mitológiai tárgyú aktképeinek (Bacchánsnők, Psyché, Fürdés után stb.) állandó modellje rajongasig szeretett nevelt lánya, Kornélia volt. Falfestészete már a saját korában másodlagos, „akadémikus neoreneszánsz” művészetnek bizonyult. „Lotz festői képzelete az Olympus fényétől ittasodott meg. A görög–római istenek, hősök, démonok és allegorikus alakok népesítik be képeit. (…) Pollák neoklasszicizmusa és Ybl Miklós neoreneszánsza volt az igazi háttere Lotz Károly rokonszellemű falfestményeinek” – olvassuk a máig egyetlen, az életművének szentelt monográfiában.

## Családja
Lényegében 1885-től élettársi viszonyban volt Ónody Annával, Jakobey Károly feleségével. 1890-es válásuk és Jakobey halála után 1891-ben feleségül vette, és együtt éltek Lotz haláláig.

### Gyermekei
Mivel Ónody Annának ítélték a gyermekeit, Lotz a nevére vette őket: Ilonát, Viktort és Kornéliát, aki a múzsája, sok képének a modellje lett.

## Értékelése
Korának egyik legfoglalkoztatottabb freskófestője. Az alak- és aktábrázolásban, a portréfestésben, a tájkép- és állatábrázolásban egyaránt megcsillogtatta tehetségét, készségét, képzelőerejét és mesterségbeli tudását. Merített az ókori mitológiából, a Bibliából, s ihlette a magyar paraszti táj, melyet plein air stílusban ábrázolt. A barbizoni iskola utódja és a nagybányai iskola elődje volt e téren. Egyik jeles tanítványa Stein János.

## Galéria

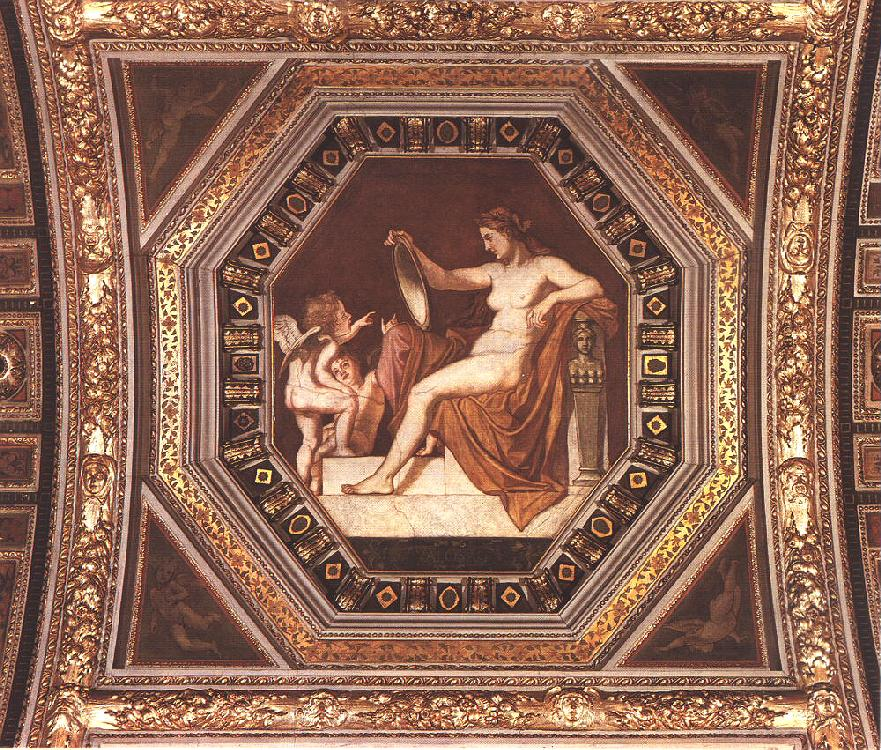
A valóság (részlet, 1877 után, tempera falkép, Régi Műcsarnok, Budapest)
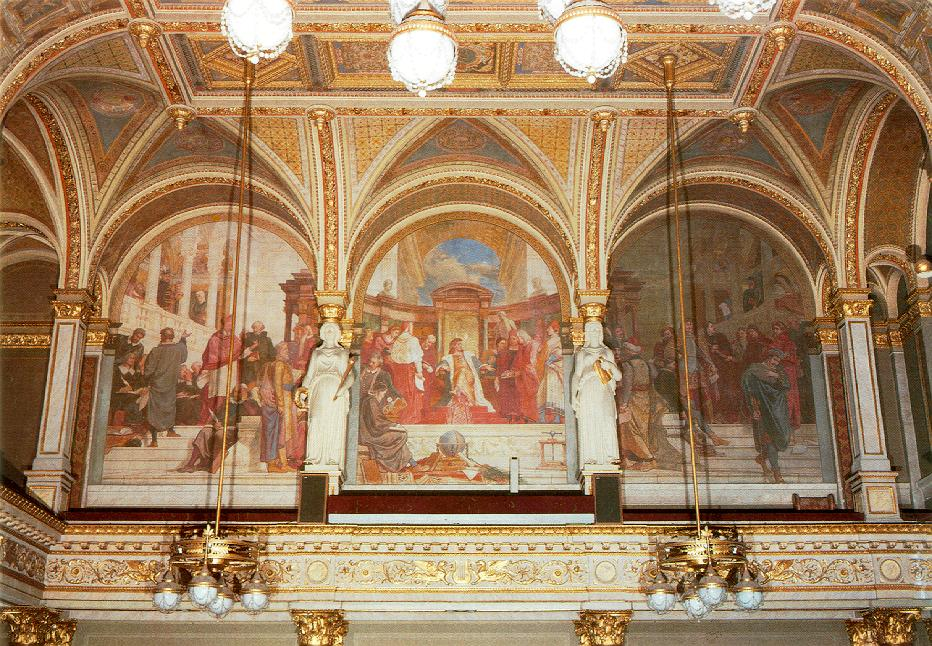
Falfestmény (1887–91, freskó, Díszterem, MTA, Budapest)
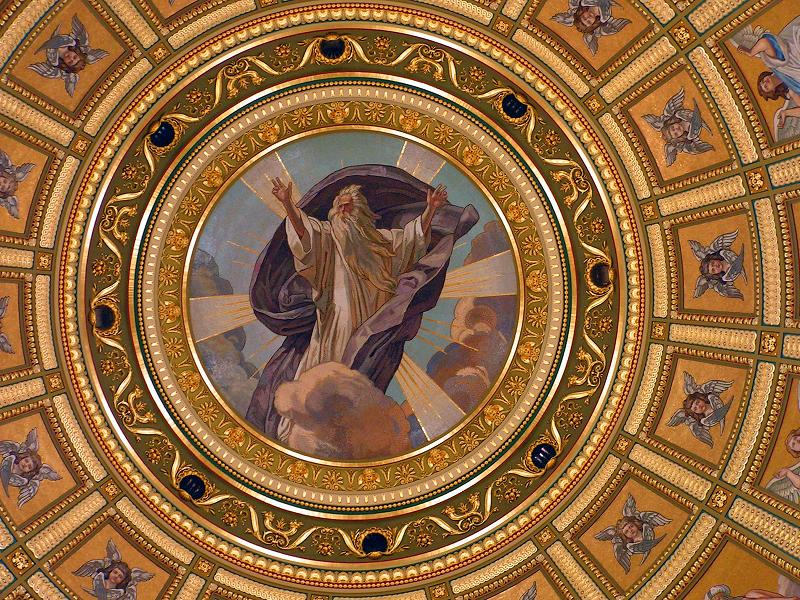
A Szent István-bazilika kupolája mozaikokkal (1904–1905)
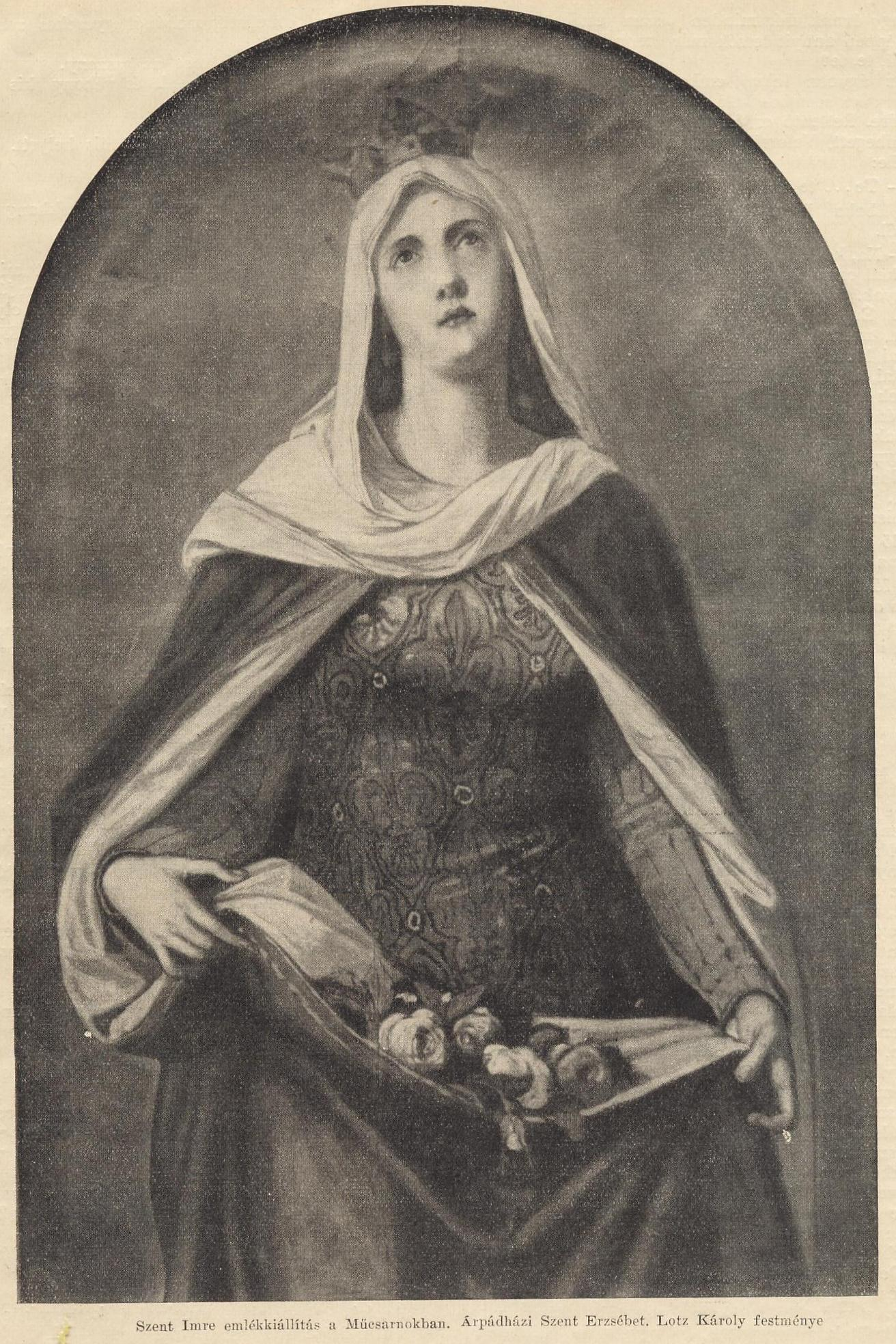
Árpád-házi Szent Erzsébet (a megjelenés időpontja 1930)
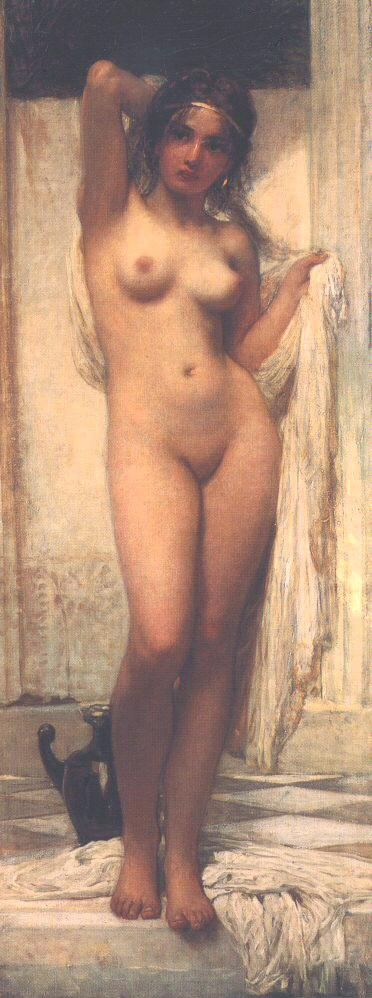
Fürdő nő (1901, olaj, vászon, 180x70 cm; MNG)
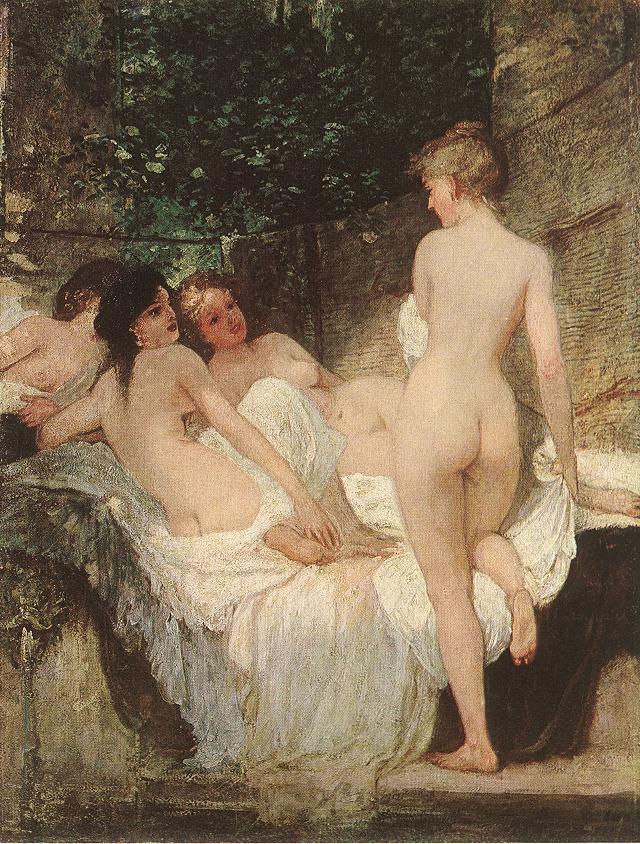
Fürdő után (1880, olaj, vászon, 128x97 cm; MNG)
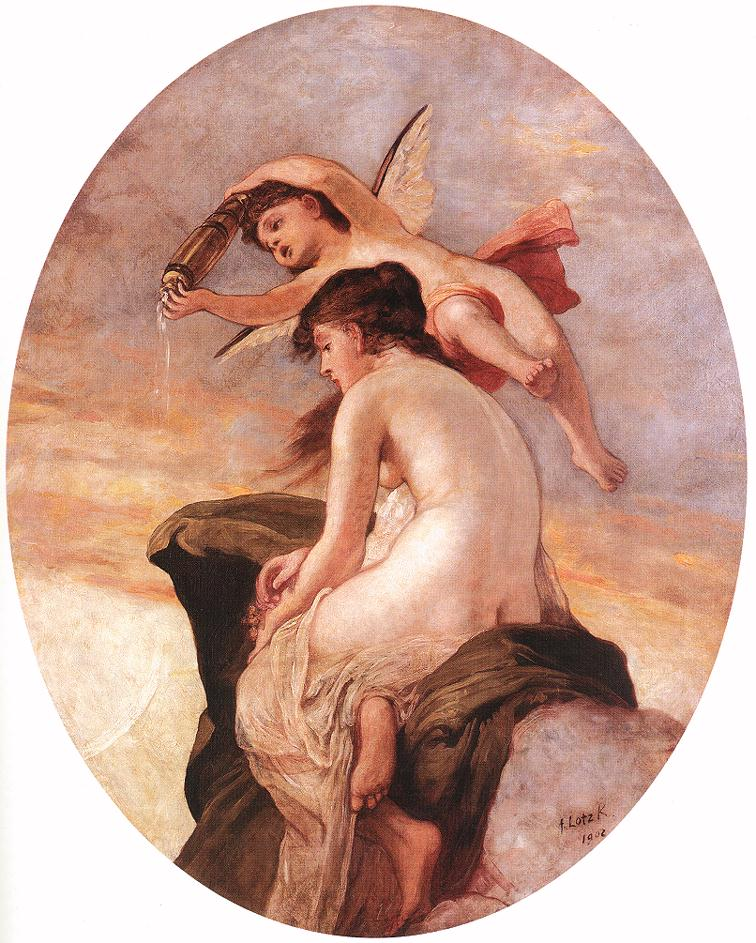
Ámor és Psyche (1902, olaj, vászon, 142x112 cm; magántulajdonban)
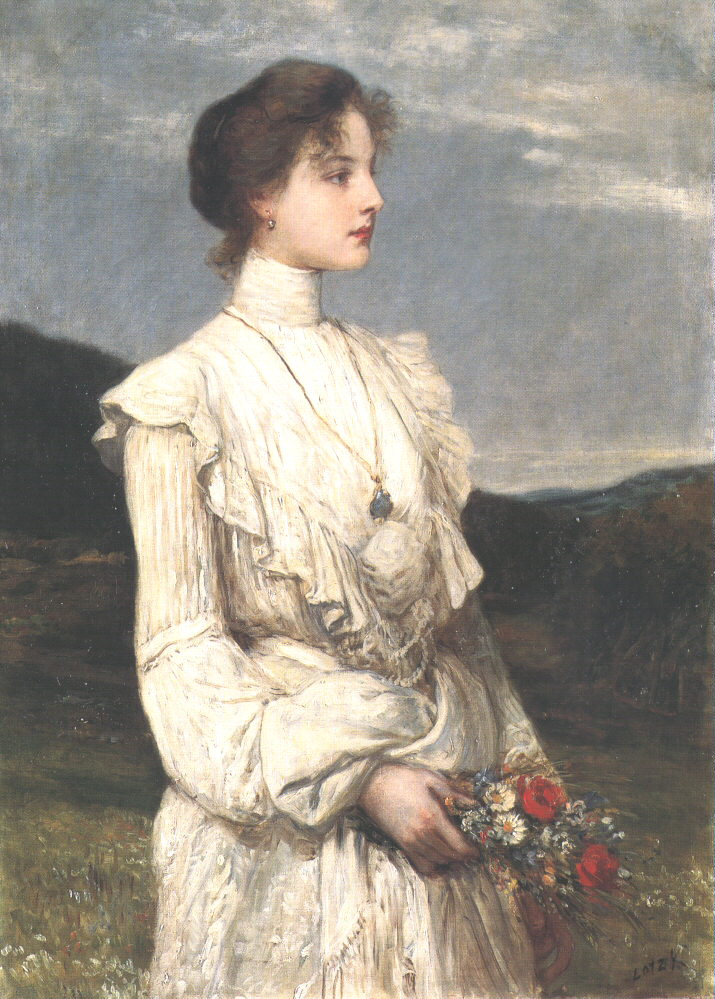
Tavasz, Lippich Ilona portréja (1894, olaj, vászon, 113x80,5 cm; MNG)
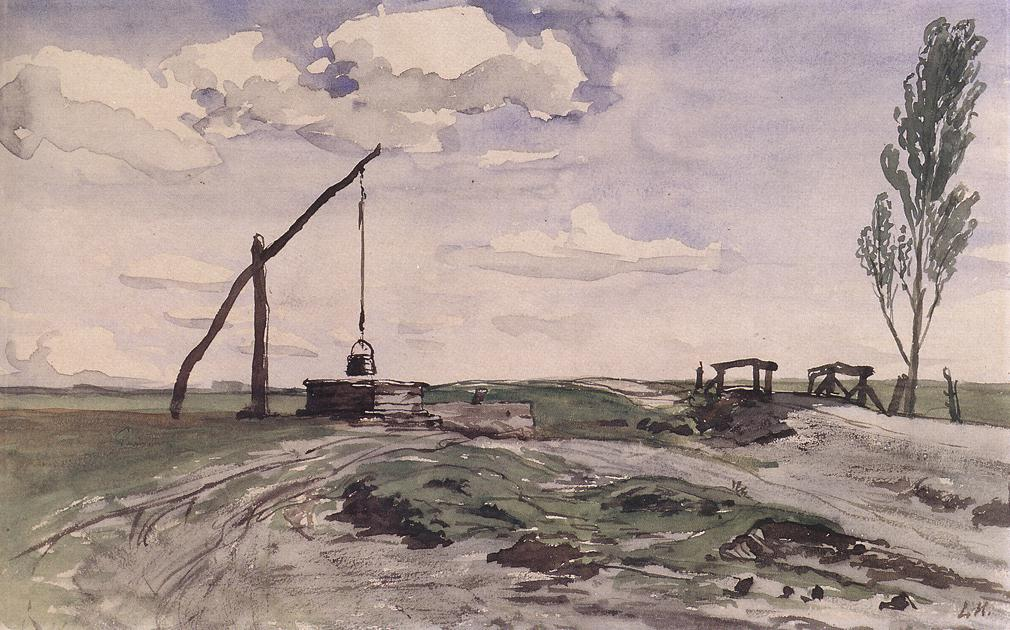
Tájkép gémeskúttal (1868–70, akvarell, 19x30 cm; MNG)
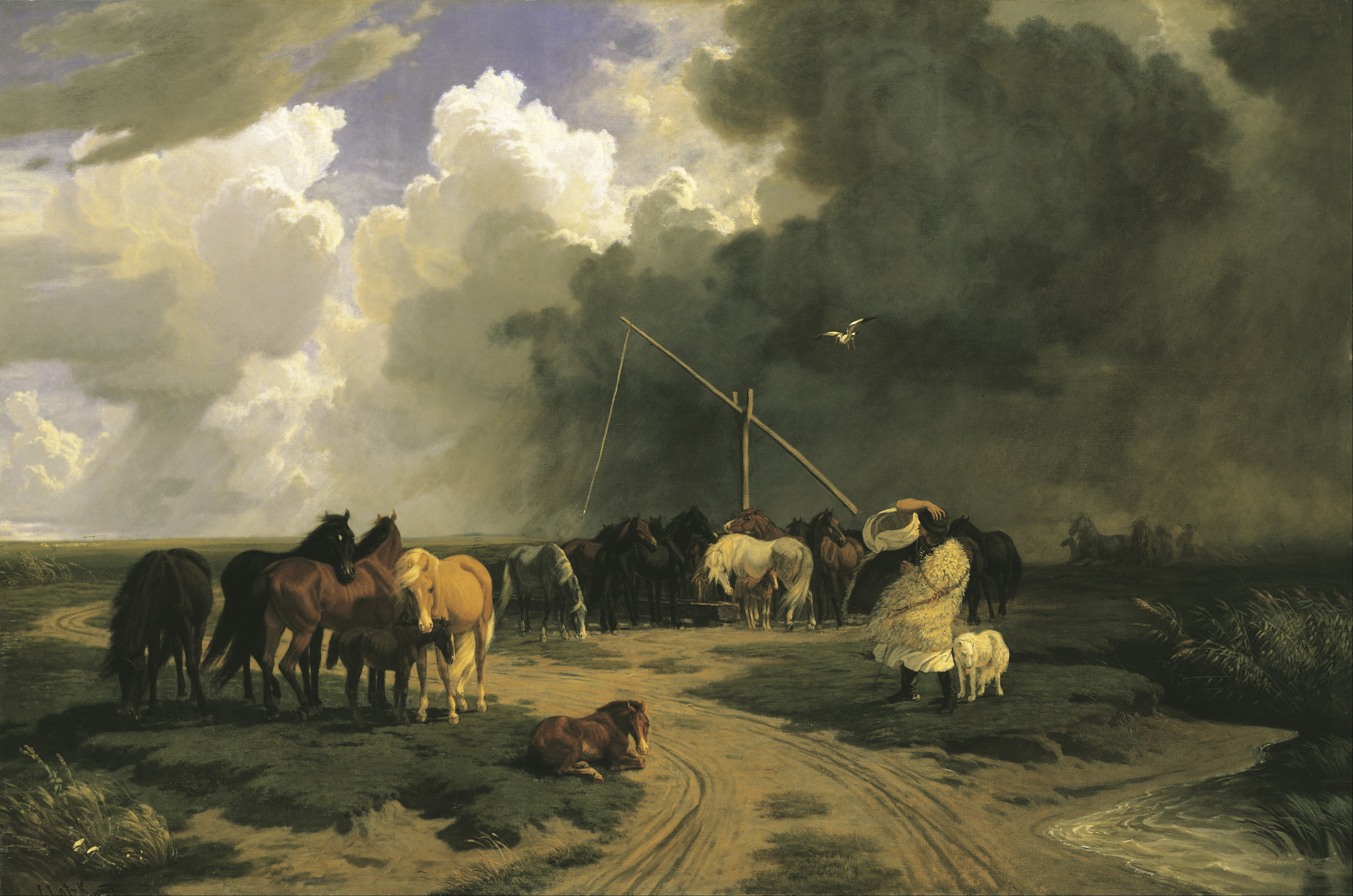
Ménes a zivatarban (1862, olaj, vászon, 126,5x191,5 cm; MNG)
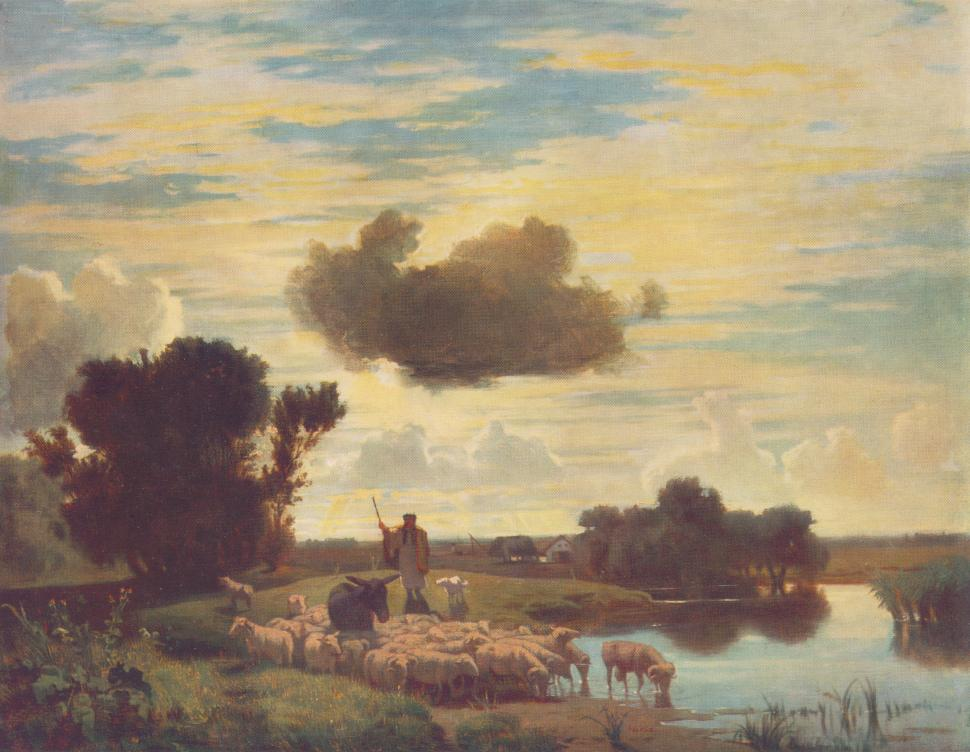
Alkonyat (1870, olaj, vászon, 47,5x61 cm; MNG)
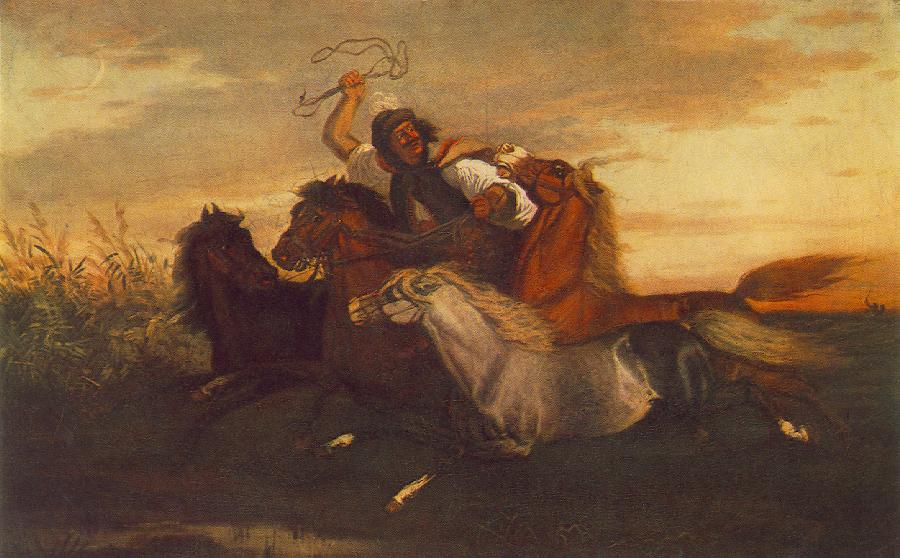
Vágtató betyár (olaj, vászon, 58x92 cm; MNG)
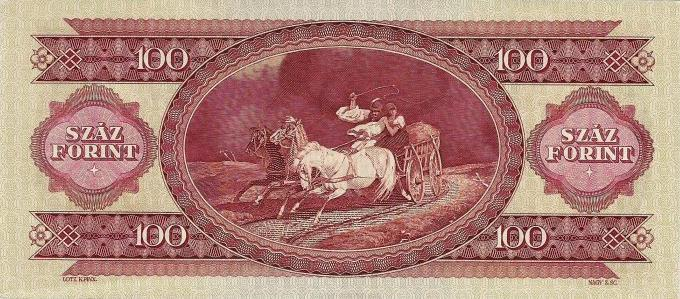
Menekülés a vihar elől (az egykori magyar százforintos papírpénz hátulján)

## Jegyzetek

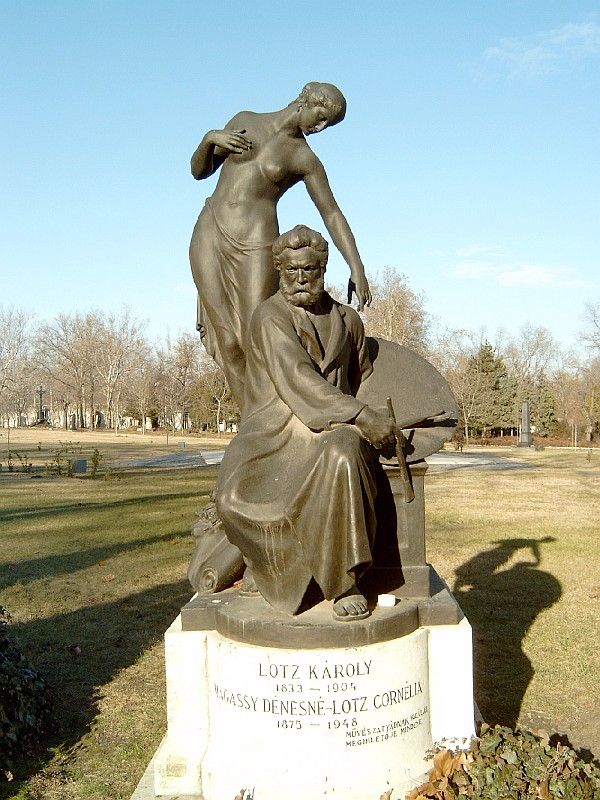
Síremléke a budapesti Fiumei úti sírkert díszparcellájában (28-díszsor-40). Pásztor János alkotása

## Szakirodalom
- Tragor Ignác, Vác műemlékei és művészei, Vác, 1930, 89-90.
- Ybl Ervin: Lotz Károly élete és művészete, Magyar Tudományos Akadémia, Budapest, 1938
- Barát Endre: Alvó Vénusz. Regény Lotz Károly életéről, Corvina, Budapest, 1974